# Aedoplophora glomerata
Aedoplophora glomerata is een mijtensoort uit de familie van de Protoplophoridae. De wetenschappelijke naam van de soort is voor het eerst geldig gepubliceerd in 1932 door Grandjean.